# Parabeni

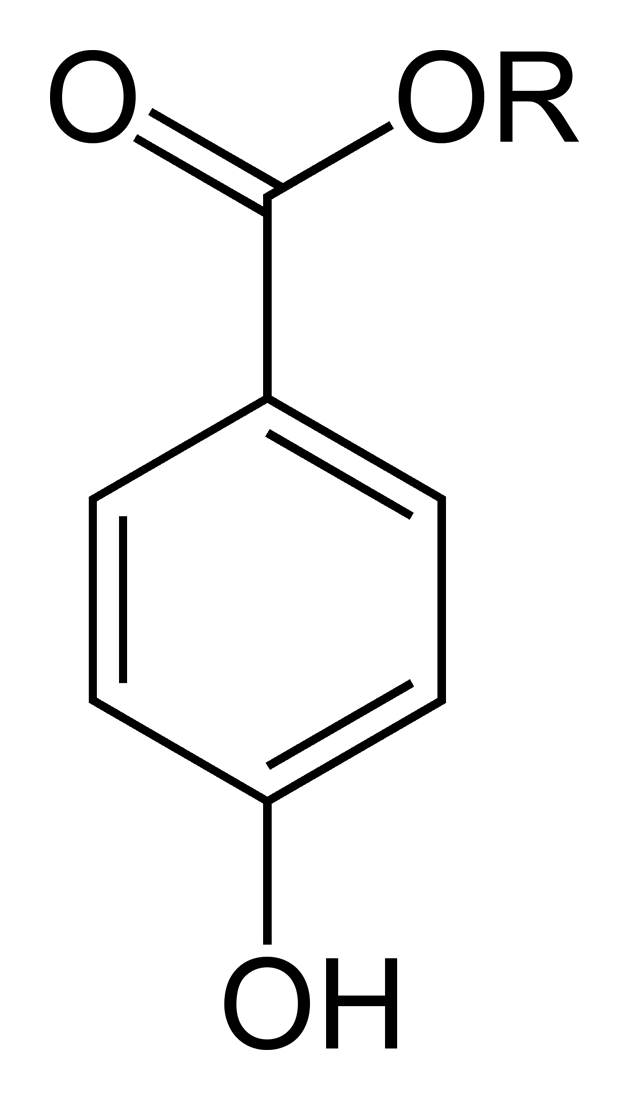
Struttura generale di parabeni
(un para-idrossibenzoato)
dove R è un gruppo alchilico

I parabeni sono una classe di composti organici aromatici, di cui fa parte l'acido 4-idrossibenzoico, chiamato anche acido para-idrossibenzoico, sinonimo da cui prendono il nome, suoi sali ed esteri. Sono stati individuati per la prima volta come antimicrobici da Sabalitschka nel 1924.
Per la bassa tossicità acuta e cronica (la dose letale (LD50) di butilparaben è circa 5 g/kg peso corporeo) e la bassa dose a cui inibiscono la crescita microbica (MIC) sono utilizzati dalla metà degli '40 come conservanti nell'industria cosmetica, farmaceutica e alimentare con funzione battericida e fungicida. Sono presenti in diverse formulazioni di cosmetici e farmaci sia per uso topico che parenterale. Alcuni parabeni trovano impiego come additivi alimentari. Commercialmente sono considerati parabeni solo gli esteri dell'acido 4-idrossibenzoico, anche se nelle norme che regolano i conservanti cosmetici sono inclusi anche l'acido stesso ed i suoi sali.

## Attività antimicrobica
I parabeni hanno un ampio spettro di azione contro lieviti, muffe e batteri.
L'attività antimicrobica aumenta aumentando la lunghezza della catena alchilica.
L'attività antimicrobica verso funghi è maggiore di quella verso i batteri e tra i batteri quella verso i gram positivi è maggiore di quella verso i gram negativi.
Alcuni microorganismi, specie tra i batteri gram negativi, sviluppano specifici enzimi che degradano i parabeni.
Sono stati riportati casi di resistenza ai parabeni di Cladosporium resinae, Pseudomonas aeruginosa e Burkholderia cepacia.
| Concentrazione Minima Inibitoria (MIC)  | Concentrazione Minima Inibitoria (MIC) | Concentrazione Minima Inibitoria (MIC) | Concentrazione Minima Inibitoria (MIC) | Concentrazione Minima Inibitoria (MIC) |
| Microorganismo                          | METHYLPARABEN                          | ETHYLPARABEN                           | PROPYLPARABEN                          | BUTYLPARABEN                           |
| --------------------------------------- | -------------------------------------- | -------------------------------------- | -------------------------------------- | -------------------------------------- |
| Aspergillus niger ATCC 10254            | 0,1                                    | 0,04                                   | 0,02                                   | 0,02                                   |
| Penicillium digitatum ATCC 10030        | 0,05                                   | 0,025                                  | 0,0063                                 | 0,0032                                 |
| Candida albicans ATCC 10331             | 0,1                                    | 0,1                                    | 0,0125                                 | 0,0125                                 |
| Saccharomyces cerevisiae ATCC 9763      | 0,1                                    | 0,05                                   | 0,0125                                 | 0,0063                                 |
| Bacillus subtilis ATCC 6633             | 0,2                                    | 0,1                                    | 0,025                                  | 0,0125                                 |
| Bacillus cereus var. mycoides ATCC 6462 | 0,2                                    | 0,1                                    | 0,0125                                 | 0,0062                                 |

## Controversie
I parabeni sono oggetto di dibattito scientifico per le possibili ricadute sulla salute dell'uomo o dell'ambiente.

### Controversia sul rischio cancro
Una ricerca inglese, guidata da Philippa Darbre, pubblicata nel 2004, ipotizzava una relazione tra i parabeni applicati per via topica assieme al cosmetico e il tumore al seno. Lo studio ha ricevuto forti critiche dalla comunità scientifica per alcune evidenti carenze metodologiche e fallacie.
La controversia è stata vivacizzata dalla diffusione, soprattutto su internet e su tabloid, di una campagna allarmistica che ne denunciava la cancerogenicità, citando la ricerca della Darbre e altre ipotesi, sempre formulate dalla Darbre, relative ai sali di alluminio nei deodoranti.
Più volte, ricerche successive, a cui a volte ha partecipato la stessa Darbre, hanno concluso che non c'erano prove per un nesso causale tra parabeni cosmetici, specie nei deodoranti, e cancro al seno.
Crescendo l'allarmismo e la pressione pubblica sulla pericolosità dei parabeni, gli enti preposti alla sicurezza dei cosmetici, farmaci e alimenti, hanno confermato la sostanziale sicurezza del loro utilizzo, nell'ambito delle restrizioni e specifiche definite dalle diverse norme nazionali o sovranazionali (CDC, FDA, Ministero Salute Canada, CIR SCCS 2008, Commissione Europea, NICNAS Australia).

### Controversia sui parabeni come interferenti endocrini
Nella Unione europea i parabeni sono classificati come potenziali interferenti endocrini. Rientrano infatti, nonostante i volumi relativamente bassi, tra le sostanze di cui c'è almeno una ricerca che ne prova la potenziale capacità di mimare chimicamente gli estrogeni, assieme al più comune metabolita, l'acido para-idrossibenzoico, con una possibile ricaduta in effetti sulla salute dell'uomo e dell'ambiente. Centinaia di studi hanno indagato sulla loro capacità di interferire con il sistema endocrino ottenendo diverse risposte. È stato comunque confermato che, soprattutto quelli con la catena alchilica più lunga, e i loro principali metaboliti, come l'acido p-idrossibenzoico stesso, possono debolmente interferire con il sistema ormonale. Varie ricerche evidenziano come tale attività estrogenica sia di molti ordini di grandezza inferiore (1/100000) a quella dell'estradiolo o del etinilestradiolo, l'ormone sintetico spesso utilizzato nelle pillole anticoncezionali.
La controversia sugli ipotetici rischi associati ai potenziali interferenti endocrini nel cosmetico è ancora viva ed in alcuni paesi si è pensato di adottare il principio di precauzione per cosmetici applicati a neonati o infanti: per quanto debole sia l'attività estrogenica dei parabeni, questa può risultare un rischio inaccettabile nel caso il cosmetico sia applicato sulla pelle, magari lesa, di neonati o infanti.
Chi ritiene assai improbabile e non realistica l'ipotesi di danni alla salute arrecati da cosmetici contenenti parabeni fa riferimento alla loro grande diffusione in natura, alla loro minima potenzialità estrogeno-mimetica e al fatto che terapie ad alto dosaggio di estrogeni, compresa la pillola anticoncezionale, non hanno una significativa relazione causale con il cancro al seno.

## Assetto regolatorio
Dal 1972 i principali parabeni sono stati classificati come sicuri dalla Food and Drug Administration americana (FDA) che li ha inseriti negli ingredienti alimentari GRAS (Generally Recognized As Safe) se utilizzati a concentrazioni <0,1%. Il loro utilizzo come additivi alimentari è autorizzato praticamente in tutto il mondo a seguito della valutazione presentata dal JECFA, il Joint FAO/WHO Expert Committee on Food Additives. L'EFSA, Autorità europea per la sicurezza alimentare, ha definito per i parabeni a catena corta una Dose giornaliera accettabile (ADI) da 0 a 10 mg/kg peso corporeo.
Non essendo possibile definire la NOAEL dell'idrossibenzoato di propile, gli additivi E216 e E217 sono stati rimossi dal regolamento UE 1129/2011.
I parabeni sono autorizzati come conservanti cosmetici con limitazioni o restrizioni che possono variare da nazione a nazione.
Negli USA non è stato definito alcun limite legale di concentrazione dei parabeni nei cosmetici. Il Cosmetic Ingredient Review (CIR), ente privato di riferimento che studia la sicurezza degli ingredienti cosmetici, in una revisione del 1984 fissava una concentrazione limite del 25%. Anche a seguito della pressione pubblica, nel 2005 e nel 2008 la valutazione di sicurezza dei parabeni cosmetici fatta dal CIR, (considerando che l'effettivo utilizzo nel cosmetico contempla concentrazioni tipiche <0,3%) si è allineata alle norme europee.
In Europa i parabeni sono classificati come conservanti ed elencati nell'apposito allegato del regolamento. Dopo una consultazione pubblica, non avendo l'industria fornito informazioni a supporto di ISOPROPYLPARABEN, ISOBUTYLPARABEN, PHENYLPARABEN, BENZYLPARABEN, PENTYLPARABEN e non essendo possibile valutare i margini di sicurezza per il loro utilizzo, si è deciso di cancellarli dalla lista dei conservanti cosmetici autorizzati nella UE.

## Il bando francese e le restrizioni danesi
Tra maggio e luglio del 2011, in Francia è stata adottata la legge chiamata Lachaud dal nome del suo promotore.
Il provvedimento legislativo si compone di un solo breve articolo, che recita: “La produzione, importazione, vendita e offerta di prodotti con ftalati, parabeni e alchilfenoli è proibita”. La legge “Lachaud“ non è stata mai applicata (situazione al settembre 2015) e i parabeni in Francia continuano a essere utilizzati nei limiti delle norme europee.
Nel 2011 il governo danese ha introdotto una restrizione nell'uso di alcuni parabeni (propyl-, isopropyl-, butyl- isobutyl-), bandendone l'utilizzo nei prodotti destinati a infanti fino a 3 anni di età. (BEK no. 166 24/02/2011) .
L'SCCS, il Comitato scientifico europeo per la sicurezza dei consumatori, alla luce dei provvedimenti danesi, si è pronunciato valutando la sicurezza dei parabeni anche nei cosmetici per infanti o neonati, confermando che limiti e restrizioni specificate nel regolamento sono adeguati anche nel caso di cosmetici applicati a minori.

## Chimica
L'acido 4-idrossibenzoico, uno dei più diffusi acidi fenolici, è in comune a tutti i parabeni. Rientrano nella classe dei parabeni l'acido 4-idrossibenzoico stesso, i suoi esteri e sali.
I più comuni sono metilparabene (methylparaben, E218), etilparabene (ethylparaben, E214), propilparabene (propylparaben, E216) e butilparabene (butylparaben) e rispettivi sali di sodio. Parabeni meno diffusi sono isobutilparabene (isobutylparaben), isopropilparabene (isopropylparaben), benzilparabene (benzylparaben) e loro rispettivi sali. La struttura chimica generale è raffigurata nell'illustrazione, in cui R rappresenta un gruppo alchilico, come metile, etile, propile o butile, legato all'acido 4-idrossibenzoico. Allungando la catena alchilica si alza il coefficiente di partizione ottanolo/acqua, che passa da un valore di 1,96 per il 4-idrossibenzoato di metile a 3,57 per il 4-idrossibenzoato di butile.

## Sintesi
Tutti i parabeni presenti in commercio sono di origine sintetica, sebbene alcuni siano identici a molecole presenti in natura. Sono sintetizzati mediante esterificazione dell'acido 4-idrossibenzoico con l'alcool appropriato. L'acido 4-idrossibenzoico è, a sua volta, prodotto industrialmente mediante una variante della reazione di Kolbe-Schmitt, usando fenato di potassio e anidride carbonica.
Lo schema generale di esterificazione di un acido con un alcool (conosciuto come Esterificazione di Fischer) è il seguente:
L'acido è fatto reagire in eccesso di alcool e con sottrazione successiva di acqua, in presenza di un catalizzatore acido: il risultato produce estere e acqua.
Trattandosi di una reazione di equilibrio, la sottrazione di acqua e l'eccesso di alcool servono a spostare l'equilibrio di reazione verso i prodotti finali. Per questo motivo, un metodo di sintesi degli esteri più conveniente è quello che parte dal cloruro dell'acido, dato che nella reazione si sviluppa HCl che si libera come gas e sposta l'equilibrio a destra.

## Utilizzo
Il basso costo, l'efficacia tecnologica, il basso profilo tossicologico e l'impiego decennale sono tutti fattori che spiegano perché l'uso dei parabeni sia comune, soprattutto come antibiotico e antimicotico, in diversi ambiti merceologici.

### Utilizzo cosmetico
Il principale utilizzo dei parabeni, in volume, è per il mercato cosmetico, anche se negli ultimi anni c'è il boom della dicitura "non contiene parabeni".
Varie indagini hanno individuato i parabeni come ingredienti della grande maggioranza dei cosmetici sul mercato (>90% negli anni novanta) La percentuale di cosmetici con parabeni risulta in calo a seguito della pressione pubblica e della loro stigmatizzazione: indagini effettuate nel 2011 rilevano il ridursi della loro presenza nei prodotti, scesa al 44%.
Nella UE sono autorizzati per l'utilizzo come conservanti cosmetici due gruppi di parabeni con diverse limitazioni:
| 4-HYDROXYBENZOIC ACID, METHYLPARABEN, POTASSIUM ETHYLPARABEN, POTASSIUM PARABEN, SODIUM METHYLPARABEN, SODIUM ETHYLPARABEN, ETHYLPARABEN, SODIUM PARABEN, POTASSIUM METHYLPARABEN, CALCIUM PARABEN | massima concentrazione di ogni singola sostanza 0,4%                                                |
| BUTYLPARABEN, PROPYLPARABEN, SODIUM PROPYLPARABEN, SODIUM BUTYLPARABEN, POTASSIUM BUTYLPARABEN, POTASSIUM PROPYLPARABEN,                                                                           | massima concentrazione di ogni singola sostanza o della loro somma 0,14%                            |
| | La somma delle concentrazioni di tutti i parabeni contenuti nel cosmetico non può superare lo 0,8%. |

La sicurezza dell'utilizzo di questi parabeni alle condizioni definite dal regolamento è stata ampiamente valutata dall'SCCS.

### Utilizzo alimentare
Nella UE sono utilizzati e considerati sicuri come additivi alimentari il 4-idrossibenzoato di etile e il suo sale sodico, con codici rispettivamente E214 e E215, e il 4-idrossibenzoato di metile e il suo sale sodico, con codici rispettivamente E218 e E219. Il loro utilizzo, con concentrazioni inferiori allo 0,1% (acido), viene preferito nei prodotti dove il pH superiore a 6 rende meno efficace l'utilizzo dell'acido benzoico. Il 4-hydroxybenzoato di propile, con codice (E216), e il suo sale sodico, (E217), sono stati cancellati dal regolamento per il potenziale ruolo di interferenti endocrini.

## Presenza in natura
La controversia sulla sicurezza dei parabeni si è focalizzata anche sulla loro presenza in natura.
Sono xenoestrogeni alcuni composti fenolici, affini ai parabeni, come ad esempio gli idrossi-anisoli alchilati, e i gallati alchilici (utilizzati anche come additivi preservanti e antiossidanti): come in generale molti altri esteri idrossibenzoici, si tratta di composti naturali di origine vegetale, utilizzati dalle piante per difendersi dai loro parassiti o dagli erbivori; tipico esempio è il salicilato di metile in Betula lenta e in Spiraea, che le rende commestibili a poche specie. Il metil parabene è presente nei mirtilli, dove svolge la sua azione antimicrobica.
Spesso, gli argomenti di chi ribadisce la sicurezza dei parabeni nell'utilizzo cosmetico o alimentare fanno leva proprio sulla loro diffusione nel mondo vegetale.
In realtà, mentre i fenoli sono diffusissimi nel mondo vegetale, l'acido 4-idrossibenzoico, un acido fenolico, e i suoi esteri in forma libera, sono stati rintracciati solo in poche analisi. I parabeni in frutta e vegetali possono essere presenti in prevalenza come glucosidi mentre liberi sono stati rintracciati in qualche decina di piante, le più significative delle quali sono mirtillo e vaniglia. Sono presenti in vari oli ottenuti da frutti come l'olio di oliva, l'olio di palma o di cocco. 
Alcuni oli di Açaí, ottenuti dai frutti di Euterpe oleracea, sono risultati essere tra i più ricchi di acido para-idrossibenzoico (892 ± 52 mg/kg). Anche vino e sidro possono contenerne in funzione del frutto da cui sono prodotti.